# 葉氏化工
葉氏化工集團有限公司（英語：Yip's Chemical Holdings Limited，港交所：0408），最初在1971年以「恒昌行」之名成立，原本銷售煤油產品，其後轉型專注於銷售及生產化工產品，包括溶劑、塗料及潤滑油。
該公司由葉志成先生和妹妹葉鳳娟創立，其股份於1991年以「葉氏恒昌控股有限公司」（葉氏化工集團有限公司前身）之名在香港交易所主板上市。
截至2013年10月葉氏化工旗下塗料品牌「紫荊花漆」在內地有1,750間專賣店，公司計劃每年新增100至200間新店，兩至三年內專賣店總數將擴容至約2,200間。
2014年9月5日葉氏化工會將民用塗料、工業塗料及樹脂業務整合成為一間新公司「紫荊花塗料集團」，以減少成本。
2017年5月1日，該公司搬遷至位於灣仔告士打道77-79號富通大廈27樓。
2018年，該公司收購由國民製煉漆油有限公司、澳洲多樂士集團（在澳洲、新西蘭以外稱為德家朗國際（DGL International））合資成立之德家朗駱駝國際有限公司（DGL Camel International Limited）旗下的資產和業務，經營駱駝漆等品牌在中國、香港和澳門的生意。
2020年7月，該公司宣佈分拆主要經營油墨業務的洋紫荊油墨（浙江）於深交所作獨立上市，已獲聯交所批准進行。公司計劃集資約4億至4.5億元人民幣。

## 產品
- 「駱駝牌」、「紫荊花」油漆
- 「洋紫荊」油墨
- 「工樂施」特種上光油
- 「大昌」樹脂
- 「Ad-Coat」電子絕緣塗料
- 「力士」潤滑油
- 「博高」特種潤滑油

## 葉氏化工大廈
葉氏化工大廈（英語：Yip's Chemical Building），位於香港新界粉嶺安樂村業暢街13號，前身「葉氏恆昌大廈」，在1990年落成，原由葉氏化工集團有限公司持有。大廈樓高6層，總建築面積約63897方呎，每層面積約12895方呎，設有私家車位及貨車位。

### 出售
2015年3月17日，葉氏化工集團有限公司表示由於需要控制成本開支，計劃出售予3家財團。。到同年4月14日，接獲財團以3億港元洽購。到11月，業主傾向以全幢形式招租大廈，月租約76萬元。到2016年12月獲本地物流公司以每月約57.5萬元承租，平均呎租約9元。

## 外部連結
- YipsChemical.com （页面存档备份，存于）
- 紫荊花漆 （页面存档备份，存于）